# Найджел Менселл
Найджел Ернест Джеймс Менселл (англ. Nigel Ernest James Mansell), відомий як Найджелл Менселл (нар. 8 серпня 1953, Аптон-на-Северні, Вустершир, Велика Британія) — британський автогонщик, чемпіон світу з автоперегонів у класі Формула-1 (1992), CART Indy Car (1993) та Grand Prix Masters (2005), учасник серій Формула-2 (1978, 1980), Формула-3 (1978—1980), британського чемпіонату серед легкових автівок (1998) та 24 годин Ле-Ману (2010).  Занесений до Міжнародного залу Слави автоспорту (2005). Носив прізвиська «Британський лев» за непоступливість на трасі й боротьбу за перемогу до останнього, а також «Великий Найдж» за габаритну статуру та простоту в спілкуванні.
Командор Ордену Британської імперії (2012).